# Croton salutaris
Espèce
Croton salutaris est une espèce de plantes à fleurs du genre Croton et de la famille des Euphorbiaceae, présente au nord du Brésil.
Il a pour synonyme :
- Croton angularis, Klotzsch ex Baill., 1864
- Croton urceolatus, Baill., 1864
- Oxydectes salutaris (Casar.) Kuntze